# دوري الدرجة الأولى الكويتي 2025
النسخة التاسعة والثلاثون من البطولة. كان من المقرر أن تنطلق البطولة في 18 أغسطس، ولكن تأجل انطلاقها إلى ما بعد كأس الخليج العربي 2024.

## التغييرات
لقد تغيرت أقسام الفرق التالية منذ موسم 2023-24:

### إلى القسم الأول
هبط من الدوري الكويتي الممتاز
- الجهراء
- الشباب

### من القسم الأول
صعد إلى الدوري الكويتي الممتاز
- اليرموك
- التضامن

## الفرق

### الملاعب والمواقع
| النادي     | المدينة/البلدة | الملعب                   | سعة    |
| ---------- | -------------- | ------------------------ | ------ |
| برقان      | أرضيا          | ملعب علي السالم          | 10,000 |
| الجهراء    | الجهراء        | ملعب الشباب مبارك العيار | 17,000 |
| الساحل     | أبو حليفة      | ملعب مدينة أبو حليفة     | 5000   |
| الصليبيخات | الصليبيخات     | ملعب الصليبيخات          | 7000   |
| الشباب     | الأحمدي        | ملعب الأحمدي             | 18,000 |

المصدر: 

## جدول الدوري
جدول الدوري يتكون من 5 فرق حيث يصعد أفضل ناديين إلى الدوري الكويتي الممتاز.
| م | الفريق           | لعب | ف | ت | خ | أ.له | أ.ع | أ.ف | نقاط | الصعود                      |
| - | ---------------- | --- | - | - | - | ---- | --- | --- | ---- | --------------------------- |
| 1 | نادي الجهراء (C) | 16  | 7 | 5 | 4 | 22   | 20  | +2  | 26   | Promotion to الدوري الكويتي |
| 2 | نادي الشباب (P)  | 16  | 5 | 7 | 4 | 22   | 19  | +3  | 22   | Promotion to الدوري الكويتي |
| 3 | نادي الصليبخات   | 16  | 4 | 9 | 3 | 25   | 22  | +3  | 21   |                             |
| 4 | نادي برقان       | 16  | 4 | 7 | 5 | 17   | 19  | −2  | 19   |                             |
| 5 | نادي الساحل      | 16  | 3 | 6 | 7 | 14   | 20  | −6  | 15   |                             |

### النتائج
| المضيف \ الضيف | نادي برقان | نادي الشباب | نادي الساحل | نادي الصليبخات | نادي الجهراء |
| -------------- | ---------- | ----------- | ----------- | -------------- | ------------ |
| نادي برقان     | —          | 0–2         | 0–0         | 1–0            | 1–1          |
| نادي الشباب    | 0–0        | —           | 1–1         | 2–2            | 2–0          |
| نادي الساحل    | 3–1        | 1–2         | —           | 3–1            | 0–1          |
| نادي الصليبخات | 0–2        | 2–1         | 3–1         | —              | 2–2          |
| نادي الجهراء   | 2–2        | 2–1         | 3–1         | 1–3            | —            |

| المضيف \ الضيف | نادي برقان | نادي الشباب | نادي الساحل | نادي الصليبخات | نادي الجهراء |
| -------------- | ---------- | ----------- | ----------- | -------------- | ------------ |
| نادي برقان     | —          | 2–3         | 2–0         | 1–1            | 0–3          |
| نادي الشباب    | 1–1        | —           | 0–0         | 0–3            | 1–2          |
| نادي الساحل    | 1–0        | 1–1         | —           | 1–1            | 0–1          |
| نادي الصليبخات | 2–2        | 2–2         | 1–1         | —              | 1–1          |
| نادي الجهراء   | 0–2        | 0–3         | 2–0         | 1–1            | —            |